# Antrațît
Antrațît (în ucraineană Антрацит) este oraș regional în regiunea Luhansk, Ucraina. Deși subordonat direct regiunii, orașul este și reședința raionului Antrațît.

## Demografie
Componența lingvistică a orașului Antrațît
     Rusă (85,91%)
     Ucraineană (11,08%)
     Alte limbi (0,25%)
Conform recensământului din 2001, majoritatea populației orașului Antrațît era vorbitoare de rusă (85,91%), existând în minoritate și vorbitori de ucraineană (11,08%).